# Арцаська єпархія Вірменської апостольської церкви

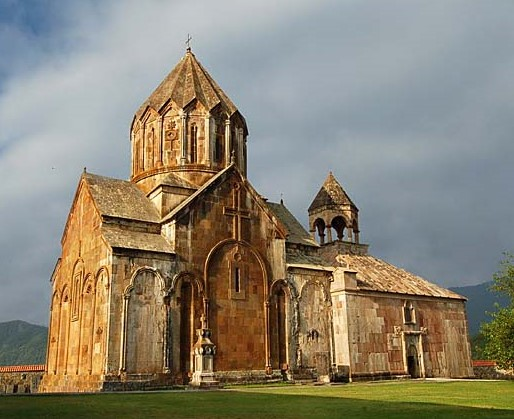
Монастир Гандзасар

Арцаська єпархія Вірменської апостольської церкви — єпархія християнської церкви вірменського обряду в Арцаху.

## Історія

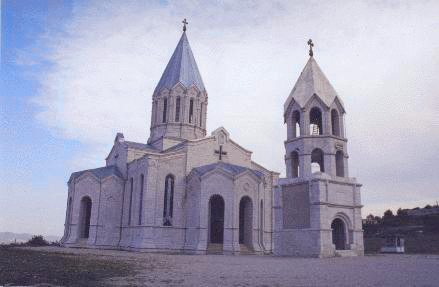
Св. Аменапркіч (Казанчецоц)

Одразу після проголошення християнства державною релігією Вірменії (301 р.) Григорієм І Лусаворічем (Просвітителем) на території Арцаху в Амарасі був заснований перший монастир. Будівництво монастиря була завершено його онуком Григорісом, який, до речі був першим єпископом Арцаху та тут же і похований. Після падіння царства Аршакуні (428 р.) Східні краї Великої Вірменії перським двором поступово були приєднані до сусіднього царства Албанії. У другій половині VI ст. з вказаних країв, а також приєднаних до них прикаспійських районів (Лпінк, Багасакан, Мазкутк), був заснований католикосат Алванку. Хоча духовний ватажок останнього мав титул «Католикос Алванку, Лпінку та Чоху», але прийняв першоприсутність католикоса Усіх Вірмен. Центром католикосата Алванку першопочатково було місто Партав, заснований Араншаїком Ваче ІІ-м. В подальшому центрами останнього почергово були Капалак, Амарас, Чарекаванк, Бердакур (літня резиденція), Хамши ванк, Гандзасар.
Починаючи з 1920 р., поступово зростала роль та значення Арцаського єпископосату в Гандзасарі. У кінці XIV ст. католикосат перемістився у Гандзасарський монастир та частіше почав називатися Гандзасарським католикосатом, духовно підпорядковуючись Св. Ечміадзину. Кордони підпорядкування єпархій, в силу тих чи інших політичних обставин, поступово змінювалися.

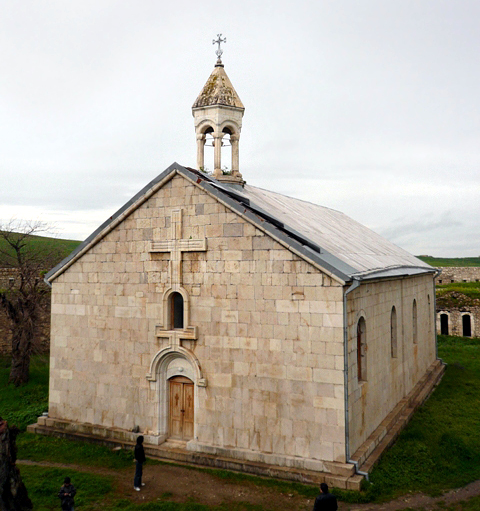
Монастир Амарас

Попередньо під юрисдикцією Гандзасарського (Ахваніц) католикосату знаходилися обширні провінції як усіх Східних країв Вірменії, так і закурські райони — аж до берегів Каспійського моря (Шакі, Шамахі, Куба, Дербенд, Хачмас, Баку та інші). В кінці XVIII ст. у підпорядкуванні католикосату знаходилося 1736, а на початку XIX ст. — 1311 діючих церков та монастирів. Гандзасарський (Ахваніц) католикосат зіграв важливу роль у вірменському політичному, громадському та культурному житті.
У першій половині XVIII ст. він став центром визвольної боротьби, очоливши боротьбу вірменського народу проти турецьких та перських завойовників. Після приєднання Арцаху до Росії (1813 р.) Гандзасарський (Ахваніц) католикосат перетворився у митрополію (1815 р.) з Карабаською та Шатазькою єпархіями.
У 1836 р. була створена Карабаська (Арцаська) єпархія, в яку на початку XX ст. входили два вікарійства — Шушинське та Нухінське. У склад першого входив весь Арцах (Нагірний Карабах), а другому підпорядковувалися Нухінський повіт на північ від р. Кура та Ленкорань. На території єпархії було 208 діючих церков та 13 монастирів з більш ніж 157 тисячами прихожан.
У 1838 р. відкрилася Шушинська єпархіальна школа, яка стала за короткий час важливим центром підготовки вірменської інтелігенції. Перші роки радянської влади стали катастрофічними для Арцаської єпархії. Пригноблення та переслідування духовенства та вірян призвели до того, що у 1930 р. єпархія припинила своє існування. Закрилися майже усі вірменські церкви (багато протягом часу були зруйновані). Відновлення Арцаської єпархії безпосередньо пов'язано з новим підйомом визвольної боротьби арцаського вірменства.
У 1989 р. патріаршим посланням (когдак) Католикоса Усіх Вірмен Вазгена I заново відкрилася Арцаська єпархія, яка зіграла значну роль в національно-духовному відродженні народу, визволенні НКР та укріпленні державності. Наразі Арцаська єпархія має 40 діючих церков та монастирів. На території єпархії знаходяться численні вірменської духовної культури — монастирі Амарас, Гандзасар, Орекаванк, Мецираниц Св. Акопа, Св. Апостола Єгіша (Джрвштік), Дадіванк, Хатраванк, Гтчаванк, Катарованк, Єріц Манканц ванк та інші.
У 1993—1994 рр. в Арцаській єпархії діяла семінарія. У 1990—1995 рр. під егідою єпархії були створені благочинні організації «Гтутюн» та будинок пристарілих. Починаючи з 1990 р. діє організація «Братіє любячих церкву». У 1991 р. в Єревані створений богословський центр «Гандзасар». Резиденцією глави Арцаської єпархії є Шушинська церква Св. Аменапркіч (Казанчецоц). З 1989 р. главою єпархії є Паргев архієпископ Мартіросян.